# Polyspatha
Polyspatha là một chi thực vật có hoa trong họ Commelinaceae.